# 岡山涼花
岡山 涼花（おかやま すずか、1987年5月23日 - ）は、日本のAV女優。ファイブプロモーション（マークスグループ）所属。

## 略歴・人物
2008年にAVデビュー。

## 出演作品

### アダルトビデオ
2008年
- ようこそ催淫（アブナイ）世界へ 8 お金と快楽と天然潮吹き（10月7日、アテナ映像）他出演:三澤麗奈、榎本弥生
- 巨乳人妻ナマ中出し集団乱交（11月19日、CROSS）共演:大塚咲、押切あやの、稲森さやか、宮沢優菜
- 淫乱素人シリーズ 撮られるとお汁が出ちゃうの。（11月19日、乱丸）
- 巨乳人妻ナマ中出し集団乱交（11月19日、CROSS）他出演:大塚咲（小野沙樹、大滝佐紀）、押切あやの、岡山涼花、稲森さやか、宮沢優菜

2009年
- 究極の妄想発明シリーズ第12弾 マネキン化スプレー （2月19日、ROCKET）共演:水無月レイラ、芹澤かなえ、宮咲志帆、岬心音、杏樹、井上まさみ
- 人妻拷問アクメ 7（3月7日、ベイビーエンターテイメント）
- メスの牢獄 2（5月16日、アヴァ）
- 火曜日は全裸登校日 3（6月4日、アキノリ）共演:浅岡沙希、天野真由理、市柳ルイ、江藤秋奈、蛯沢ケイ、小野寺馨、小原泉、風谷音緒、北村樹里、桜樹うらん、白瀬ゆゆ、白鳥みるか、白浜ユリ、高橋りこ、高見千裕、内藤斐奈、初井てまり、羽村智奈、林このみ、はるか悠、春野ひより、冬野みずき、宝生優果、村瀬優花、芽衣奈、山戸優、山元瞳、RUMIKA
- 美熟女のおしっこ30連発（7月30日、ジャスティ）他出演:常盤あすか、ゆりあ、大塚咲、南ありさ、細川まり、松雪杏奈、石川さとこ、神谷りの、宝生優果、綾瀬なな、山口智美、前野美伽、大沢芽衣、（仮）ゆり、（仮）いずみ、（仮）このみ、北沢ひとみ、立木ゆりあ、観月さな、小日向しおり、青山れあ、藤宮櫻花、スザンナ、花梨、西木美羽、倖田みらい、東野愛鈴、西村アキホ、女池さゆり ※アダルトサイト『おしっこTV』のDVD版
- ようこそ催淫（アブナイ）世界へ 8 お金と快楽と天然潮吹き（9月18日、アテナ映像）他出演:三澤麗奈、榎本弥生
- 中出し 近親相姦 母子熱愛（10月8日、センタービレッジ）
- 喉の奥までチンポをくわえて感じる女に突然しゃぶられ無理矢理何度も抜かれちゃう僕（10月10日、エッジ）他出演:辻本りょう、真中ゆかり、中野さやか、桃井りん、星井遥
- レズビアンレトロファック（10月25日、ながえスタイル）共演:加賀雅、細川まり
- クライマックスダイジェスト 姦鬼 '09（11月10日、アートビデオ）他9名出演
- パンスト顔面騎乗手コキ 2（11月19日、CROSS）他出演:妃乃ひかり、瀬咲るな、辻本りょう、押切あやの、相楽杏、鳴海せいら、観月マヤ
- 「在宅サービスで来た女性スタッフは隠れコソコソせんずりを見て発情するまで何分？！」VOL.1&「チ○ポを見せても動じないけどパンツを濡らしていた美人家庭教師にクールにヤられた」VOL.1（11月26日、DANDY）他出演:坂田美影、岡山涼花、瀬名つむぎ、美浦詩音
- 美少女の足裏 vol.18 （12月7日、ジャパン）他出演:水嶋玲奈、倉橋舞、水城奈緒、海野真帆、嶋野祐美、榊なち
- 女社長と美人秘書　深夜の密室レズ調教 （12月19日、LADY×LADY）共演:北条麻妃、鷹宮りょう

2010年
- 電気按摩地獄 vol.2（1月5日、ジャパン）他出演:水嶋玲奈、嶋野祐美、村瀬優花、海野真帆、前園リカ、長野さとり
- 妄想朗読 バーチャオナー 3（2月19日、アルファーインターナショナル）
- 真 美熟女エロス6（2月23日、アルファーインターナショナル）
- ミセス美尻アナル（3月19日、映天）
- 若妻たちの熱い唇（4月23日、エスピクチャーズ）他出演:内藤斐奈、雪乃
- まんずりアクメ 〜クリトリスと亀頭の擦り愛〜（5月25日、アロマ企画）他出演:桜庭彩、深田梨菜（深田梨奈）、岡山涼花、希咲エマ（HARUKI、加藤はる希）、真白希実
- 貴方を見つめて まんぐりおねだりオナニー2（6月25日、アロマ企画）他出演:平塚ゆい、村西まりな、長谷川沙希、星倉なぎさ
- 小悪魔ロ●ータローション全裸マッサージ（7月2日、映天）他出演:相田紗耶香、高倉舞
- バーチャル ディルド SEX（7月5日、スティルワークス）他出演:あすかみみ、華城咲
- 近親相姦 3 〜姉貴との禁断の関係〜（7月5日、スティルワークス）他出演:寺田亜沙美、織田忍
- 不道徳な妄想 嫁/母のオナニー（7月25日、ながえスタイル）他出演:菊島夕子
- 闇営業中のフル勃起エステ 14（8月10日、ホットエンターテイメント）他出演:成島りゅう
- 美熟女悶絶遊戯（8月20日、映天）他出演:真白希実、崋山美玲、平松恵理香、若菜あゆみ
- 人前だから燃える!マジックミラーSEX（8月25日、ながえスタイル）他出演:星乃せあら、上村みき、愛海一夏（秋乃ひとみ）
- 借金まみれの女子社員（8月25日、ながえスタイル）他出演:星乃せあら、愛海一夏、菊島夕子
- 激鬼-ゲキオニ-MIX Fight! 11（12月1日、Feti-Feast）他出演:大川いおり
- 熟れ女のだらしない下半身 ごめん、我慢できずにやっちゃった。（12月25日、Fプロジェクト）共演:小林里穂、大河内奈美

2011年
- やめられない不倫、とまらない浮気 既婚者たちの『いやらしい』不貞行為（2月25日、Fプロジェクト）他出演:愛海一夏（秋乃ひとみ）、泉麻那
- 奥さま病みつき 騎乗位白書（3月3日、グローリークエスト）
- あなただけに語りかける！！過激美熟女マ○ビラ全開快感オナニー（3月19日、婦人社/エマニエル）他7名出演

2012年
- 子宮刺激 極長ディルドオナニー（1月19日、ゑびすさん/妄想族）他出演:山梨ゆず、甲斐ミハル、西山あき、香坂澪、七葉しおり

2013年
- 人妻の隠された淫らな日々 今は愛よりもセックスが欲しい 〜淫乱不倫交尾〜（4月25日、サイドビー）他出演:小林里穂、原麻耶

### テレビドラマ
- 湯けむりスナイパー・お正月SP（2010年1月2日、テレビ東京） - 露天風呂の客役